# 范徐麗泰

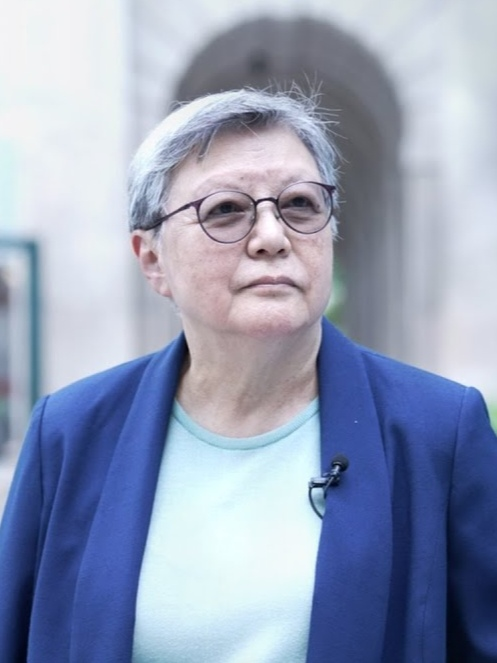
范徐麗泰

范徐 麗泰（はんじょ れいたい、1945年9月20日 - ）は、香港の政治家。通称リタ・ファン（英語名：Rita Fan Hsu Lai-tai）。2004年現在の所属政党なし。
第1回、第2回の立法会選挙ではいずれも選挙委員会によって選出され、無競争で議長に就任したが、2004年9月の第3回立法会選挙では選挙委員会選出議席の廃止に伴い香港島選挙区より出馬・当選し、民主党の何俊仁を議長指名選挙で破り、みたび議長に就任した（2008年退任）。

## 略歴
- 1945年：中華民国・上海市にて出生
- 1967年：香港大学卒業（理学）
- 1973年：香港大学修士課程修了（社会科学）
- 1983年～1992年：立法局議員
- 1986年～1992年：教育委員長
- 1989年～1992年：行政局議員
- 1993年～1995年：香港特別行政区準備委員会予備作業委員会委員
- 1995年～1997年：香港特別行政区準備委員会委員
- 1997年～1998年：臨時立法会議長
- 1998年：「金紫荊星章」が授与された。
- 1998年～2000年：第1回立法会議長
- 1998年～2003年：中華人民共和国第9回全国人民代表大会香港区代表
- 2000年～2004年：第2回立法会議長
- 2003年～現職：中華人民共和国第10回全国人民代表大会香港区代表
- 2004年～2008年：第3回立法会議長